# Zagorți, Dobrici
Zagorți (în bulgară Загорци, în română Cocargea) este un sat în comuna Krușari, regiunea Dobrici, Dobrogea de Sud, Bulgaria. 
Între anii 1913-1940 a făcut parte din plasa Ezibei a județului Caliacra, România.

## Demografie
Componența etnică a satului Zagorți
     Bulgari (16,93%)
     Romi (13,7%)
     Nicio identificare (69,35%)
     Altele (0%)
La recensământul din 2011, populația satului Zagorți era de 124 locuitori. Nu există o etnie majoritară, locuitorii fiind bulgari (16,93%) și romi (13,7%). Pentru 69,35% din locuitori nu este cunoscută apartenența etnică.